# Bartramia auricola
Bartramia auricola är en bladmossart som beskrevs av C. Müller och Nathaniel Lord Britton 1896. Bartramia auricola ingår i släktet äppelmossor, klassen egentliga bladmossor, divisionen bladmossor och riket växter. Inga underarter finns listade i Catalogue of Life.